# سیارک ۱۰۳۲۵
سیارک ۱۰۳۲۵ (به انگلیسی: 10325 Bexa، نامگذاری:1990WB2) ده هزار و سیصد و بیست و پنجمین سیارک کشف شده‌است که در ۱۸ نوامبر ۱۹۹۰ کشف شد.
قدر مطلق سیارک برابر ۱۴٫۲۰ است.